# (12497) Ekkehard
(12497) 1998 FQ14 est un astéroïde de la ceinture principale découvert en 1998.

## Description
(12497) 1998 FQ14 a été découvert le 26 mars 1998 au Centre de recherches en géodynamique et astrométrie (CERGA), à Caussols en France, par le projet scientifique européen OCA-DLR Asteroid Survey (ODAS).

### Caractéristiques orbitales
L'orbite de cet astéroïde est caractérisée par un demi-grand axe de 2,68 UA, un périhélie de 1,91 UA, une excentricité de 0,29 et une inclinaison de 6,88° par rapport à l'écliptique. Du fait de ces caractéristiques, à savoir un demi-grand axe compris entre 2 et 3,2 UA et un périhélie supérieur à 1,666 UA, il est classé, selon la JPL Small-Body Database, comme objet de la ceinture principale.

### Caractéristiques physiques
(12497) 1998 FQ14 a une magnitude absolue (H) de 14,7 et un albédo estimé à 0,233.